# Dichocrocis zebralis
Dichocrocis zebralis is een vlinder van de familie van de grasmotten (Crambidae), uit de onderfamilie van de Spilomelinae. De wetenschappelijke naam van deze soort is voor het eerst voorgesteld als Pycnarmon zebralis door Frederic Moore in een publicatie uit 1867.
De soort komt voor in India (West-Bengalen).